# 破綻
《破綻》（英語：Fracture）是一部2007年心理法律犯罪驚悚片，由喬戈瑞·霍比特執導，安東尼·霍普金斯和瑞恩·高斯林主演，讲述了一個男人射殺了不忠的妻子，然後與一位年輕的副地方檢察官展開鬥智鬥勇的故事。

## 剧情
居住在洛杉矶的富有的愛爾蘭航空工程師西奧多“特德”克勞福德发现其妻珍妮弗與警探羅伯特·纽纳利有染，于是在晚上開槍射殺了她，還故意讓周遭聽到槍聲。警察赶到现场后，因為判斷凶手仍然持槍，纽纳利孤身一人小心翼翼地進入屋內談判。受克勞福德言語影響，兩人都放下了槍。克勞福德承認自己槍殺了妻子。纽纳利認出了死者身份後，又受克勞福德挑拨，愤而出手殴打他。珍妮弗虽然受傷，但並未死亡，而是重度昏迷。克勞福德因谋杀未遂被捕。
克勞福德現在在監獄等待審判，檢查處將案子交給事業蒸蒸日上的副地方檢察官威廉“威利”比查姆。比查姆認為此案鐵證如山，未詳細閱卷即同意进行審判。比查姆正準備從刑法行业轉到著名律師事務所擔任公司律師，並與他未來的老闆尼基·加德納調情，使得他更無心於檢查事務，雖然他在與被告會面時，感到此人並不尋常。
克勞福德在審判中自辯，外行的被告與明星檢察官形成鲜明对比。當檢察官慷慨陳詞時，被告甚至在筆記中速寫法庭即景。克勞福德在辯護中以日常用詞告訴法庭，逮捕他的警官（纽纳利）與他的妻子有染，還在逮捕他後動粗，而且審訊期間一直在場。克勞福德在筆錄中的供詞因此被法官裁定為毒樹的果實，不予採納。需要其他證據的比查姆開深入調查，卻發現克勞福德的手槍與犯罪現場的彈殼不匹配，事實上那把手枪甚至都没有使用过的痕迹。這讓警方感到困惑，因為在槍擊期間閉路電視監控表明，克勞福德在被捕之前都沒有離開過房子。由於現場也沒有其他人，因此本案根本沒有直接證據。
纽纳利向比查姆提出，伪造證據來构陷克勞福德，但遭拒。由於真的找不到證據，比查姆不得不計劃與助手合謀，打算在庭上編造出在最後一刻發生突破性進展的假象。辯護席上的克勞福德忽以專業態度引經據典提出要求：既然檢方提不出新事證，必須流審。比查姆在天人交戰之後，放棄玩弄詭計，承認败诉，克勞福德被無罪釋放。名譽掃地的纽纳利在法院樓梯上开枪自殺。
比查姆在著名律師事務所的新工作岌岌可危，而開始將自己的檢察官工作視為為克勞福德妻子等人爭取正義的一種手段。克勞福德觀察到此一變化，諷刺說比查姆已經“找到了上帝”。比查姆几近痴迷地繼續尋找證據，並期待被害人甦醒後作證。在意識到克勞福德計劃以唯一監護人的身份除掉唯一的犯罪目擊者後，比查姆加緊申請法庭命令以令珍妮弗繼續維持生命。但他赶到醫院時，已無法中斷医疗人員關停她生命维持系統的程序。
在不小心与别人拿错手機後，比查姆若有所悟。他查出纽纳利的佩槍和凶槍都是.45口徑的格洛克21手槍，於是與已是自由身的克勞福德再度见面，说出自己的推論：在犯罪之前，克勞福德先潛進珍妮弗和纽纳利秘密會面的酒店房間裡，調換了他和纽纳利的槍。殺妻後再重新裝彈的是纽纳利的槍。當警探帶著克勞福德的槍到達現場後，兩人都放下武器开始谈判。在纽纳利認出珍妮弗並冲向她時，克勞福德再將槍換回來，所以自己的武器從未使用过。當克勞福德誘使纽纳利殴打他後被捕。凶器便被纽纳利無意中收了起來，现场只留下未使用過的槍被當成凶槍。
克勞福德對此輕蔑以對，以为審判早已結束，自己受到一罪不二审的保護。然而，比查姆告訴他，此前他是因謀殺未遂受審，在其妻因克勞福德要求關停生命維持系統而死後，他將因謀殺罪而被起訴，這是不同的案子。而且由於人已經死了，現在可以取出卡在她頭上的子彈，與纽纳利的槍相匹配。克勞福德隨後被屋外等候的警察逮捕。
影片最后，新的審判即將開始，被檢查官比查姆起訴的克勞福德不再自信從容，他身边是一群高薪聘请的辯護律師。

## 演员
- 安東尼·霍普金斯 饰 西奧多“特德”克勞福德
- 瑞恩·高斯林 饰 威廉“威利”比查姆
- 大衛·史崔森 饰 地方檢察官乔·洛布鲁托
- 裴淳华 饰 尼基·加德納
- 艾伯斯·戴維斯（英语：Embeth Davidtz） 饰 珍妮弗·克勞福德
- 比利·伯克 饰 羅布·紐納利中尉
- 克利夫·柯蒂斯 饰 弗洛里斯侦探
- 費歐娜·蕭 饰 鲁宾逊法官
- 鲍勃·冈顿 饰 加德纳法官
- 山德·貝克利 饰 莫兰法官
- 阿拉·科羅特（英语：Alla Korot） 饰 俄语翻译
- 湯姆·維裘（英语：Tom Virtue） 饰 阿普利律師
- 喬許·斯塔姆博格 饰 诺曼
- 柔依·卡山 饰 莫娜

## 製作
主體拍攝於2006年2月11日開始，於洛杉矶進行製作。